# Louis-Michel van Loo
Pour les autres membres de la famille, voir Van Loo.
Louis-Michel van Loo, né à Toulon le 2 mars 1707 et mort à Paris le 20 mars 1771, est un peintre français.

## Biographie

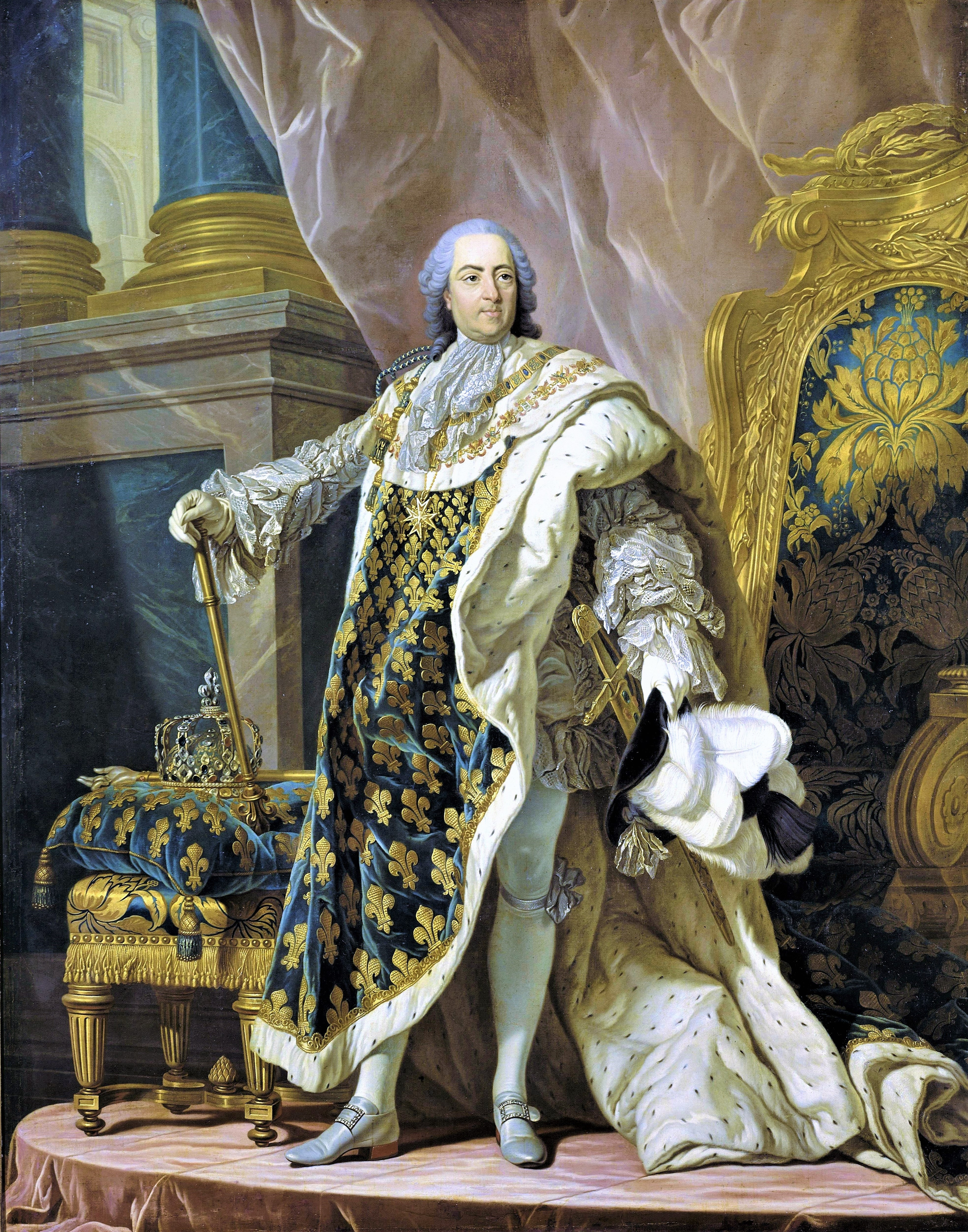
Louis Michel van Loo, Louis XV, roi de France et de Navarre, 1760, château de Versailles.

Issu de la dynastie des van Loo, établie en France au XVIIe siècle, Louis Michel van Loo étudie sous la direction de son père, le peintre Jean-Baptiste van Loo, à Turin et à Rome. Il remporte le prix de l’Académie royale de peinture et de sculpture en 1725 avec son Moïse enfant faisant tomber la couronne de Pharaon. Il séjourne ensuite à Rome de 1727 à 1732 avec son oncle, le peintre Charles André van Loo (1705-1765).
En 1736, il devient peintre officiel de la cour de Philippe V d'Espagne à Madrid. Il est parmi les membres fondateurs de l’Académie royale des beaux-arts de San Fernando en 1752.
Il revient en France en 1753 et peint plusieurs portraits de Louis XV.
En 1765, il succède à son oncle Charles-André comme directeur de l’École royale des élèves protégés.
Il est le frère des peintres François van Loo et Charles Amédée Philippe van Loo.

## Principales œuvres
- La famille de Philippe V, 1743, Madrid, Musée du Prado.
- Philippe V, roi d’Espagne, et sa famille, 1743, Versailles, Musée national du château (esquisse).
- Philippe V, roi d’Espagne, 1745, Versailles, Musée national du château (réplique ; autre réplique au musée de Parme).
- Élisabeth Farnèse, reine d’Espagne, 1745, Versailles, Musée national du château.
- Marie Thérèse Antoinette Raphaelle d’Espagne, dauphine de France, Versailles, Musée national du château.
- Pierre Carlet de Chamblain de Marivaux, 1753, Paris, Comédie-Française.
- Carle van Loo et sa famille, 1757, Paris, École des arts décoratifs.
- Portrait d'un officier, comte de Vaux, 1759, Musée des beaux-arts de Nice, dépôt du Musée de Versailles (MV 4426).
- Louis XV, roi de France et de Navarre, 1760, Versailles, Musée national du château. Réplique au musée Bernard-d'Agesci à Niort.
- Portrait de Louis XV, huile sur toile, 80 x 65 cm, dépôt du musée du Louvre, Gray (Haute-Saône), musée Baron-Martin.
- Louis-Michel van Loo et sa sœur près du portrait de leur père, 1762, Versailles, Musée national du château.
- Louis-Michel van Loo peignant le portrait de son père, 1762, Versailles, Musée national du château.
- Étienne-François, duc de Choiseul-Stainville, 1763, Versailles, Musée national du château.
- Portrait du duc de Choiseul (1719-1785), huile sur toile, 79 x 65 cm, dépôt du musée du Louvre, Gray (Haute-Saône), musée Baron-Martin.
- Portrait de Carle van Loo, 1764, Versailles, Musée national du château.
- Donna velata (Femme voilée), vers 1766, Rome, Palazzo Venezia.
- Denis Diderot, écrivain, 1767, Paris, Musée du Louvre.
- Germain Soufflot, 1767, Paris, Musée du Louvre.
- Laure de Fitz-James, princesse de Chimay, 1767, Versailles, Musée national du château.
- Sebastião José de Carvalho e Melo, Marquis de Pombal, 1767, Oeiras, Palácio da Câmara Municipal, Portugal.
- Louis Phélypeaux, comte de Saint-Florentin, duc de La Vrillière, 1769, Versailles, Musée national du château.
- Portrait de Jean Rodolphe Perronet, Paris, musée du Louvre.
- Le concert espagnol, 1768, Saint-Pétersbourg, Musée de l'Ermitage.
- Portrait du marquis de Marigny et de sa femme, 1769, Paris, musée du Louvre.
- Louis-Auguste, duc de Berry, 1769, Versailles, Musée national du château.
- Philippe de France, comte d’Artois, 1770, Versailles, Musée national du château.
- Louis XVIII, alors comte de Provence, 1770, Musée d’Épinal. Réplique de 1771 au château de Versailles.
- Bathilde d'Orléans, 1770, Musée des Beaux-Arts de Narbonne
- Portrait de Louis XV, The Bowes Museum.
- Portrait du chevalier Jacques de Heusy, 1771, Fondation Roi Baudouin.
- Portrait de Nicolas Beaujon, La Collection Jacquemart-André, Musée de l'Abbaye de Chaalis
- Portrait de Charles Philippe, comte d'Artois, château de Maisons-Laffitte

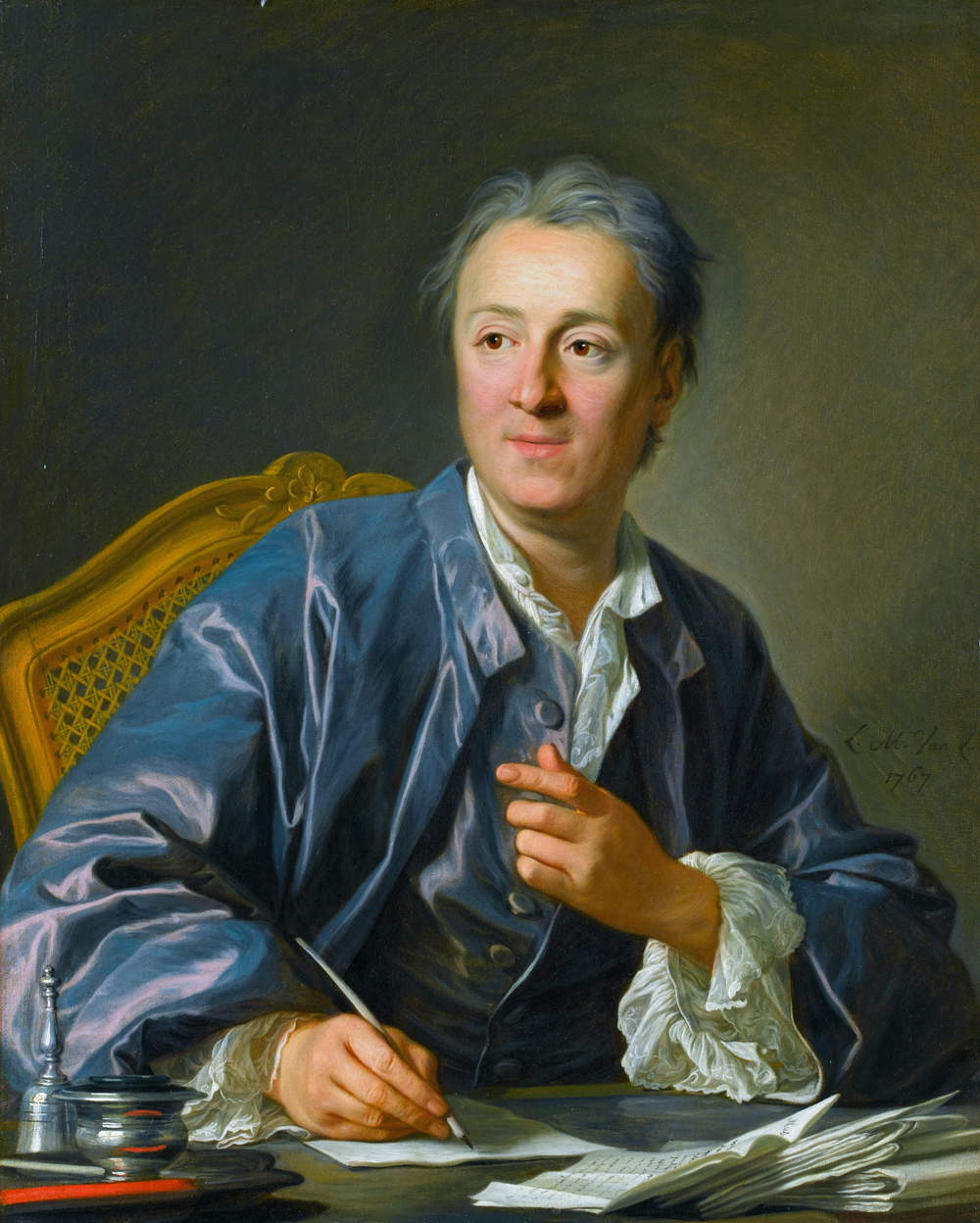
Louis Michel van Loo, Portrait de Denis Diderot, écrivain, 1767.
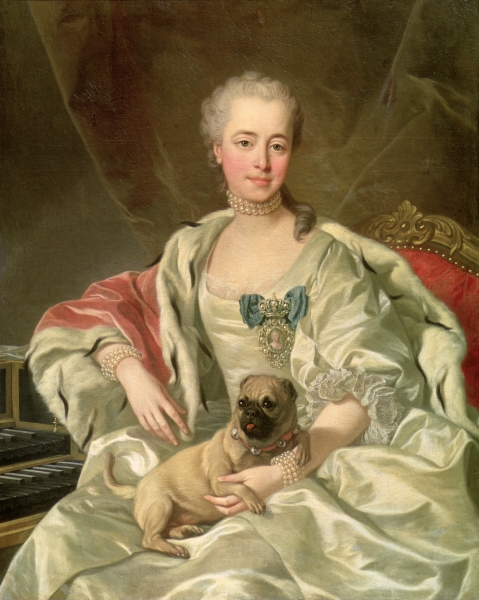
Princesse Ekaterina Dmitrievna Golitsyna.
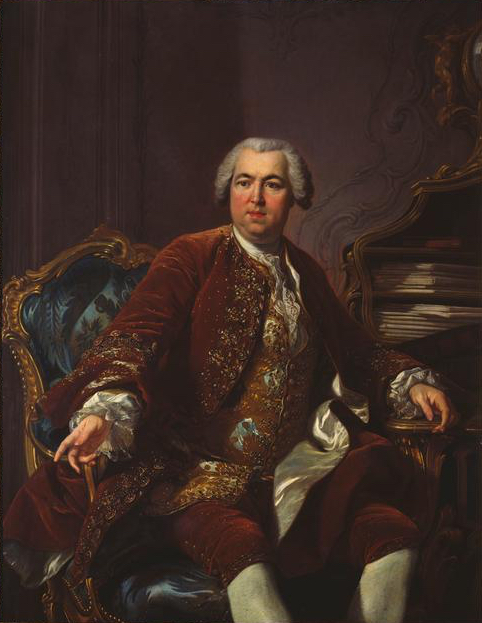
Nicolas Beaujon.
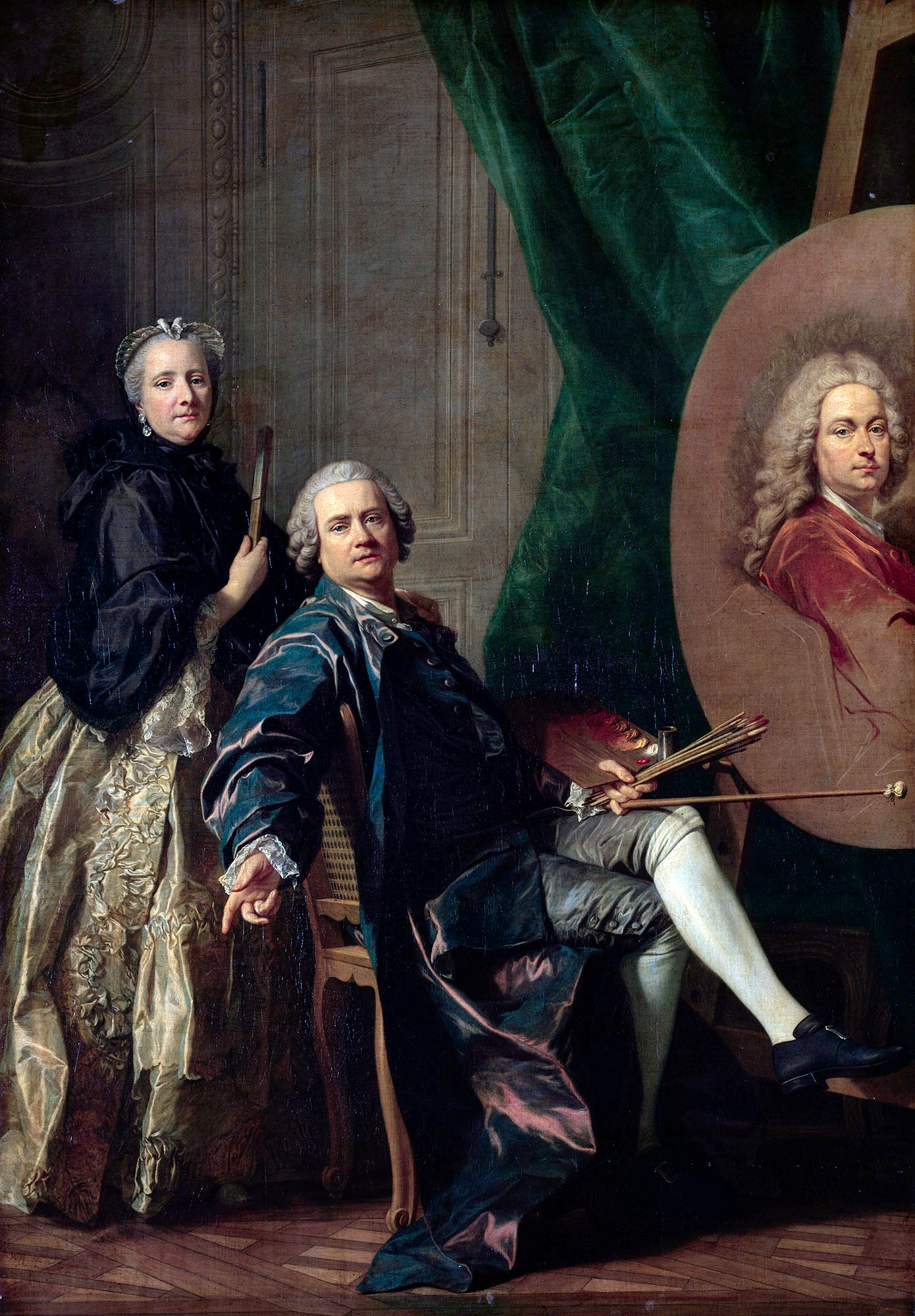
L'auteur avec sa sœur, travaillant au portrait de son père, 1763.
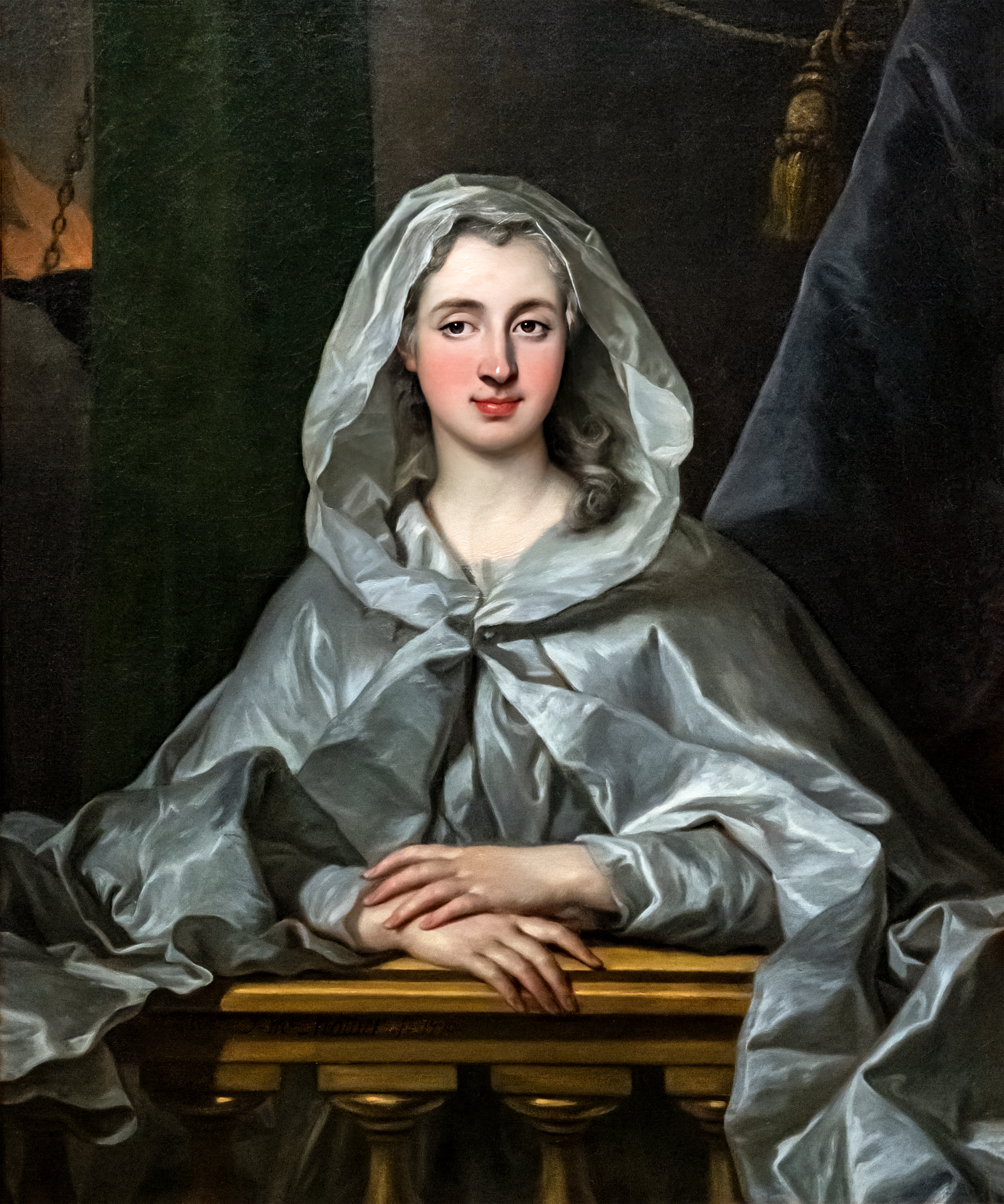
Bathilde d'Orléans Musée des Beaux-Arts de Narbonne